# Fleur Chew
Fleur Chew (29 de julio de 1981) es una deportista australiana que compitió en remo. Ganó una medalla de  en el Campeonato Mundial de Remo de 2005, en la prueba de .

## Palmarés internacional
| Campeonato Mundial | Campeonato Mundial | Campeonato Mundial | Campeonato Mundial |
| Año                | Lugar              | Medalla            | Prueba             |
| ------------------ | ------------------ | ------------------ | ------------------ |
| 2005               | Kaizu (Japón)      | Medalla de oro     | Ocho con timonel   |